# إراسموس دي. بيك
إراسموس دي. بيك هو سياسي أمريكي، ولد في 16 سبتمبر 1808 في Stafford, Connecticut ‏ في الولايات المتحدة، وتوفي في 25 ديسمبر 1876 في بيريسبورغ في الولايات المتحدة. نشط حزبياً في الحزب الجمهوري. وقد انتخب عضو مجلس نواب أوهايو ‏ وانتخب عضو مجلس النواب الأمريكي ‏.